# Beethoven Project Trio
 (juillet 2025).
La mise en forme du texte ne suit pas les recommandations de Wikipédia : il faut le « wikifier ».
Les points d'amélioration suivants sont les cas les plus fréquents. Le détail des points à revoir est peut-être précisé sur la page de discussion.
- Les titres sont pré-formatés par le logiciel. Ils ne sont ni en capitales, ni en gras.
- Le texte ne doit pas être écrit en capitales (les noms de famille non plus), ni en gras, ni en italique, ni en « petit »…
- Le gras n'est utilisé que pour surligner le titre de l'article dans l'introduction, une seule fois.
- L'italique est rarement utilisé : mots en langue étrangère, titres d'œuvres, noms de bateaux, etc.
- Les citations ne sont pas en italique mais en corps de texte normal. Elles sont entourées par des guillemets français : « et ».
- Les listes à puces sont à éviter, des paragraphes rédigés étant largement préférés. Les tableaux sont à réserver à la présentation de données structurées (résultats, etc.).
- Les appels de note de bas de page (petits chiffres en exposant, introduits par l'outil «  Source ») sont à placer entre la fin de phrase et le point final[comme ça].
- Les liens internes (vers d'autres articles de Wikipédia) sont à choisir avec parcimonie. Créez des liens vers des articles approfondissant le sujet. Les termes génériques sans rapport avec le sujet sont à éviter, ainsi que les répétitions de liens vers un même terme.
- Les liens externes sont à placer uniquement dans une section « Liens externes », à la fin de l'article. Ces liens sont à choisir avec parcimonie suivant les règles définies. Si un lien sert de source à l'article, son insertion dans le texte est à faire par les notes de bas de page.
- La présentation des références doit suivre les conventions bibliographiques. Il est recommandé d'utiliser les modèles {{Ouvrage}}, {{Chapitre}}, {{Article}}, {{Lien web}} et/ou {{Bibliographie}}. Le mode d'édition visuel peut mettre en forme automatiquement les références.
- Insérer une infobox (cadre d'informations à droite) n'est pas obligatoire pour parachever la mise en page.

Pour une aide détaillée, merci de consulter Aide:Wikification.
Si vous pensez que ces points ont été résolus, vous pouvez retirer ce bandeau et améliorer la mise en forme d'un autre article.
 (novembre 2023).
Le Beethoven Project Trio est un trio avec piano américain formé à Chicago en 2008. Ses membres fondateurs sont le pianiste George Lepauw, la violoniste Sang Mee Lee et la violoncelliste Wendy Warner .

## Naissance du Trio
Le premier concert public donné par le trio a eu lieu le 1er mars 2009 au Murphy Auditorium de Chicago pour la création mondiale, d'un trio avec piano (Hess 47), redécouvert en 2007, de Ludwig van Beethoven.
Il y eut aussi la création américaine d'un autre trio de Beethoven (Anhang 3), ainsi que la création à Chicago du Trio Opus 63 ; le concert comprenait également le trio "Archiduc" de Beethoven.
John von Rhein, critique musical du Chicago Tribune, a écrit à propos du premier concert du Beethoven Project Trio que « pour des musiciens qui n'avaient jamais travaillé ensemble en trio auparavant, le pianiste George Lepauw, la violoniste Sang Mee Lee et la violoncelliste Wendy Warner formaient un ensemble splendide, jouant avec un équilibre finement jugé, une uniformité du son et une unanimité de style [...] Lepauw, Lee et Warner ont conclu leur programme avec un favori du public, le Trio à « l'Archiduc » de Beethoven, un chef-d'œuvre qui a fait pleinement appel à leurs capacités individuelles et collectives. Le mouvement lent a été réalisé ici avec une éloquence particulière.[pertinence contestée][passage promotionnel]

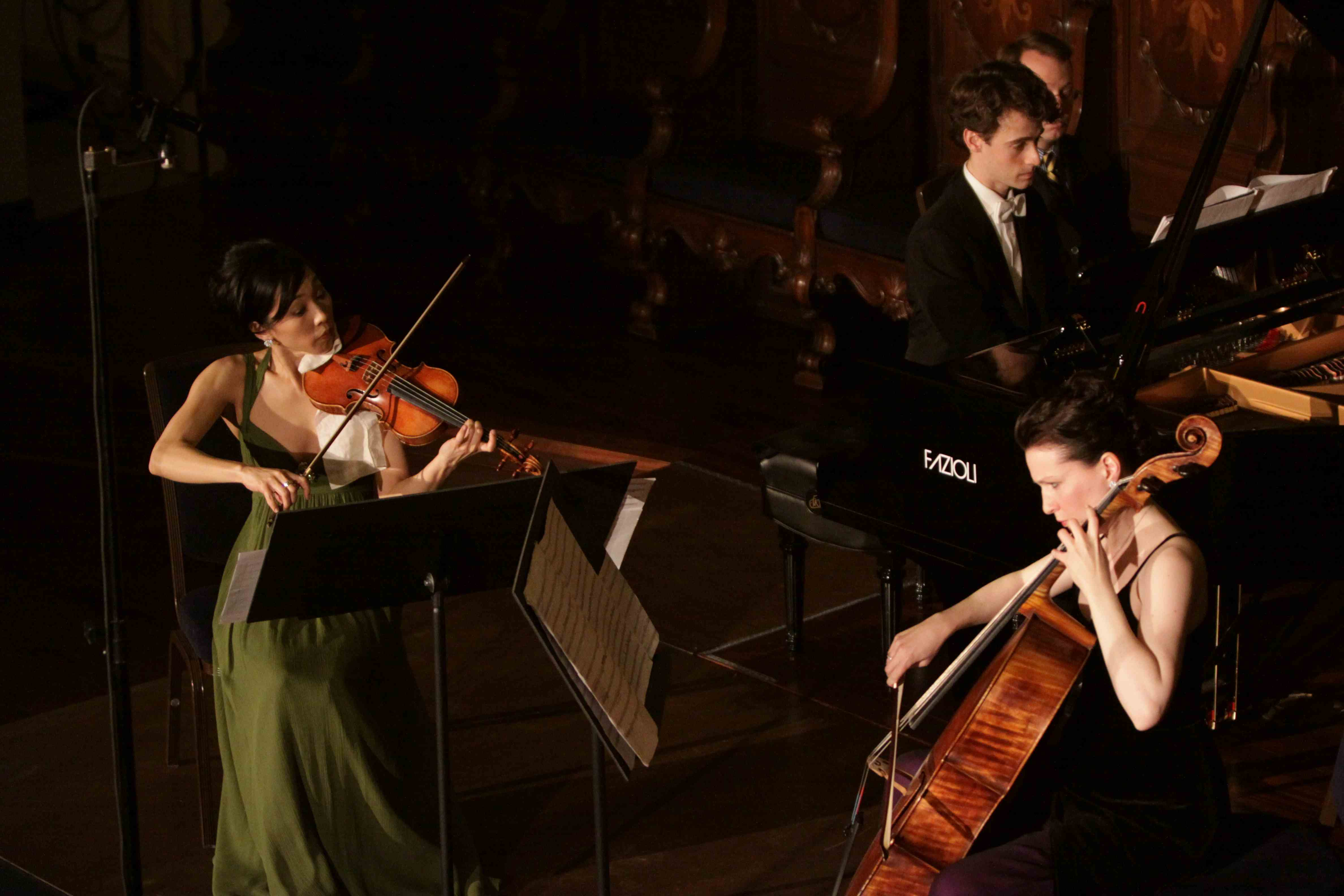
Le Beethoven Project Trio en concert, le 1er mars 2009

Le Beethoven Project Trio est l'un des ensembles (avec les Beethoven Project Chamber Players) d'une association, l'International Beethoven Project, qui a organisé la première mondiale du Trio Beethoven en mars 2009, et co-produit leur enregistrement avec Cedille Records. L'International Beethoven Project est une organisation à but non lucratif dont le siège est à Chicago.

## Objectif du groupe
La mission du Beethoven Project Trio est d'explorer toutes les œuvres en trio avec piano de Beethoven, et de les aborder dans le contexte de la production complète et de la vie de Beethoven. À l'occasion, le groupe explore le répertoire dans cette formation venant d'autres compositeurs qui ont inspiré ou ont été inspirés par Beethoven. Le groupe s'intéresse également à la commande occasionnelle de nouveau trios avec piano.
Le Beethoven Project Trio a également une forte mission éducative[source secondaire nécessaire], que le groupe remplit en donnant des présentations dans les écoles, des conférences et des master classes.
Lorsque cela est possible[pas clair], le groupe soutient des œuvres caritatives en faisant don de leurs cachets ou en contribuant à sensibiliser à des questions importantes qui contribuent à rendre le monde meilleur, dans l'esprit humaniste de Beethoven[non neutre].

## Discographie
Le Beethoven Project Trio a réalisé le premier enregistrement mondial du Trio pour piano en mi bémol majeur de Beethoven, Hess 47, ainsi que de l'Opus 63 de Beethoven et de son Trio pour piano en ré majeur, Kinsky/Halm Anhang 3 dans une édition de Robert McConnell.
L'enregistrement a eu lieu à New York à l'Académie américaine des arts et des lettres, avec Max Wilcox produisant pour le label Cedille Records basé à Chicago, et est sorti le 23 mai 2010. Le CD a atteint la 24e place du classement Classical Billboard Charts au cours de sa première semaine et a reçu un accueil critique favorable : 

## Radio et télévision
Le Beethoven Project Trio a été entendu à plusieurs reprises sur la radio 98.7 WFMT de Chicago, ainsi que sur l'émission Performance Today de l'American Public Media. Le groupe a été présenté à la télévision sur CBS Evening News le 28 février 2009. Leur enregistrement a été le CD vedette de la semaine sur de nombreuses stations de radio à travers les États-Unis, notamment WFMT de Chicago, WQXR de New York et WETA de Washington DC.

## Film
Le Beethoven Project Trio fait l'objet d'un documentaire réalisé par le cinéaste lauréat d'un Emmy Award, Mike Cahill. Une version courte du film peut être visionnée en ligne.

## International Beethoven Project
L'International Beethoven Project est une organisation à but non lucratif basée à Chicago. Elle a été créée en 2009 par le fondateur, président et directeur artistique, George Lepauw. L'IBP sert d'organisation faîtière pour le Beethoven Project Trio, le Prometheus Ensemble, le Beethoven Festival, le Beethoven Festival Orchestra et pour la remise du prix Beethoven Spirit Award.
L'International Beethoven Project est connu pour ses productions de festivals, de concerts, de films, de programmes éducatifs, de conférences et d'expositions d'art aux États-Unis et à l'étranger, notamment en France.

## Le Prometheus Ensemble
Le Prometheus Ensemble est un groupe formé pour compléter le Beethoven Project Trio. La taille du groupe change selon le répertoire. Parmi les artistes réguliers, figurent  David Taylor (violon solo adjoint du Chicago Symphony Orchestra), Li-Kuo Chang (alto solo adjoint du Chicago Symphony Orchestra), Patrick Jee (violoncelle solo par intérim du Lyric Opera), Paula Kosower, Larry Combs (ancien Clarinette solo du Chicago Symphony Orchestra), Aurélien Pederzoli (Vice-président de l'IBP), Kenneth Olsen (Violoncelle solo adjoint du Chicago Symphony Orchestra), Sang Mee Lee, Wendy Warner et George Lepauw.

## Le Festival Beethoven de l'IBP
Le Festival Beethoven est un événement pluri-disciplinaire annuel célébrant la musique et les influences de Beethoven depuis 2011, programmant des concerts, des conférences, des spectacles de danse, des projections de films et des expositions d'art contemporain, ainsi que des master classes et autres activités éducatives. Bien que le festival soit centré sur la musique et l'idée de Beethoven, il ne se limite pas uniquement à ses œuvres, mais utilise plutôt Beethoven comme source d'inspiration pour rendre la musique et l'art pertinents au XXIe siècle.
Beethoven Festival 2011: Man and Muse — le festival inaugural de l'IBP — s'est déroulé sur cinq jours à la Chicago Urban Arts Society. Parmi les interprètes du festival, figuraient les pianistes George Lepauw, Winston Choi et Marta Aznavoorian ; des membres du Chicago Symphony Orchestra et des quatuors Avalon et Spektral ; Projet de nouvelle musique Fulcrum Point ; Ensemble Dal Niente ;  Ensemble Anaphore ; et le Quintette Attacca. John Von Rhein du Chicago Tribune a qualifié le festival de « corne d'abondance ambitieuse, éclectique, inégale, finalement merveilleuse de Beethoveniana » et Mia Clarke de Time Out Chicago l'a appelé « le hit inattendu de la saison ! » et « Le festival classique le plus branché et le plus inclusif de Chicago à ce jour. »
Le Festival Beethoven : Révolution 2012, qui s'est déroulé du 8 au 16 septembre 2012, a doublé de taille en un an. S'étalant sur neuf jours, le festival s'est installé, pour sa deuxième édition, au National Pastime Theatre de Chicago, où ont été présenté plus de soixante événements. Les interprètes de l'édition 2012 ont été : les violoncellistes Amit Peled et Stéphane Tétreault, les pianistes James Rhodes, Charles Rosen, Soheil Nasseri et HJ Lim ; les violonistes Rachel Kolly d'Alba, James Ehnes et Rachel Barton Pine, les compositeurs Mikolaj Gorecki et Mohammed Fairouz ; les chefs d'orchestre Daniel Boico, Matthias Pintscher, Joséphine Lee ; des ensembles dont le Chicago Children's Choir, le Fine Arts Quartet, le Spektral Quartet, l'Ensemble Dal Niente, Callipygian Players, Anaphora Ensemble, Prometheus Ensemble et Nu Directions, entre autres.
Parallèlement aux représentations d'oeuvres de Beethoven, dont la première à Chicago du ballet de Beethoven Les Créatures de Prométhée, et des Deuxième et Troisième Symphonies avec l'Orchestre du Festival de Beethoven, le Festival Beethoven 2012 a présenté plus d'une douzaine de groupes de rock, pop, folk et blues pour la programmation non classique du Festival, y compris un concert du grand musicien de jazz Ernest Dawkins et de la légende du blues Jimmy Burns. Les concerts classiques comprenaient aussi de la musique des périodes médiévale et baroque, des périodes classique et romantique, ainsi qu'une représentation de compositeurs du XXe siècle. De plus, le festival a présenté près de vingt-cinq créations mondiales de compositeurs célèbres d'aujourd'hui :  David Winkler, Mohammed Fairouz, Mikolaj Gorecki, Ken Ueno et d'autres.

## Orchestre du Festival Beethoven
L'Orchestre du Festival Beethoven a été fondé en 2011. Ses chefs d'orchestre ont été Daniel Boico, Robert McConnell, Josephine Lee et Matthias Pintscher.

## Prix du Beethoven Spirit Award
Depuis 2009, l'International Beethoven Project décerne le Beethoven Spirit Award à des personnalités, pour leur travail au profit de l'humanité, dans l'esprit des idéaux de fraternité et d'humanisme de Beethoven. À ce jour, les lauréats sont Hervé et Isabelle de la Vauvre (2009), Otto von Habsburg (2011) et Zarin Mehta (2012).